# Neuronema decisum
Neuronema decisum är en insektsart som först beskrevs av Walker 1860.  Neuronema decisum ingår i släktet Neuronema och familjen florsländor. Inga underarter finns listade i Catalogue of Life.